# باغ و عمارت معصومیه
باغ وعمارت معصومیه مربوط به دوره پهلوی است و در بیرجند، خیابان معصومیه واقع شده و این اثر در تاریخ ۵ تیر ۱۳۸۴ با شمارهٔ ثبت ۱۱۹۴۳ به‌عنوان یکی از آثار ملی ایران به ثبت رسیده است.